# انكارناسيون
انكارناسيون هي مدينة وتتبع إيتابوا . وهي عاصمة إيتابوا . بلغ عدد سكانها 69868 نسمة تبلغ مساحتها 321 كيلومتر مربع . ورمزها البريدي هو 6000 .

## المناخ
يظهر الجدول التالي التغييرات المناخية على مدار السنة لانكارناسيون:
| البيانات المناخية لـانكارناسيون                      | البيانات المناخية لـانكارناسيون | البيانات المناخية لـانكارناسيون | البيانات المناخية لـانكارناسيون | البيانات المناخية لـانكارناسيون | البيانات المناخية لـانكارناسيون | البيانات المناخية لـانكارناسيون | البيانات المناخية لـانكارناسيون | البيانات المناخية لـانكارناسيون | البيانات المناخية لـانكارناسيون | البيانات المناخية لـانكارناسيون | البيانات المناخية لـانكارناسيون | البيانات المناخية لـانكارناسيون | البيانات المناخية لـانكارناسيون |
| الشهر                                                | يناير                           | فبراير                          | مارس                            | أبريل                           | مايو                            | يونيو                           | يوليو                           | أغسطس                           | سبتمبر                          | أكتوبر                          | نوفمبر                          | ديسمبر                          | المعدل السنوي                   |
| ---------------------------------------------------- | ------------------------------- | ------------------------------- | ------------------------------- | ------------------------------- | ------------------------------- | ------------------------------- | ------------------------------- | ------------------------------- | ------------------------------- | ------------------------------- | ------------------------------- | ------------------------------- | ------------------------------- |
| الدرجة القصوى °م (°ف)                                | 40.5 (104.9)                    | 39.4 (102.9)                    | 39.3 (102.7)                    | 35.4 (95.7)                     | 34.0 (93.2)                     | 31.6 (88.9)                     | 32.4 (90.3)                     | 34.8 (94.6)                     | 36.6 (97.9)                     | 38.0 (100.4)                    | 40.4 (104.7)                    | 42.0 (107.6)                    | 42.0 (107.6)                    |
| متوسط درجة الحرارة الكبرى °م (°ف)                    | 31.2 (88.2)                     | 30.6 (87.1)                     | 29.2 (84.6)                     | 25.9 (78.6)                     | 23.2 (73.8)                     | 20.9 (69.6)                     | 21.4 (70.5)                     | 22.5 (72.5)                     | 23.9 (75.0)                     | 26.5 (79.7)                     | 28.4 (83.1)                     | 30.5 (86.9)                     | 26.2 (79.2)                     |
| المتوسط اليومي °م (°ف)                               | 25.5 (77.9)                     | 24.9 (76.8)                     | 23.4 (74.1)                     | 20.0 (68.0)                     | 17.3 (63.1)                     | 15.2 (59.4)                     | 15.5 (59.9)                     | 16.6 (61.9)                     | 18.1 (64.6)                     | 20.6 (69.1)                     | 22.7 (72.9)                     | 24.8 (76.6)                     | 20.4 (68.7)                     |
| متوسط درجة الحرارة الصغرى °م (°ف)                    | 19.4 (66.9)                     | 19.5 (67.1)                     | 17.9 (64.2)                     | 14.3 (57.7)                     | 11.7 (53.1)                     | 9.9 (49.8)                      | 10.2 (50.4)                     | 10.8 (51.4)                     | 12.3 (54.1)                     | 14.3 (57.7)                     | 16.3 (61.3)                     | 18.3 (64.9)                     | 14.6 (58.3)                     |
| أدنى درجة حرارة °م (°ف)                              | 9.3 (48.7)                      | 7.0 (44.6)                      | 5.4 (41.7)                      | 2.4 (36.3)                      | −1.7 (28.9)                     | −3.8 (25.2)                     | −3.8 (25.2)                     | −2.8 (27.0)                     | −0.6 (30.9)                     | 1.6 (34.9)                      | 4.8 (40.6)                      | 7.0 (44.6)                      | −3.8 (25.2)                     |
| الهطول مم (إنش)                                      | 152.2 (5.99)                    | 160.6 (6.32)                    | 142.4 (5.61)                    | 162.2 (6.39)                    | 144.2 (5.68)                    | 135.8 (5.35)                    | 102.7 (4.04)                    | 116.9 (4.60)                    | 149.5 (5.89)                    | 181.7 (7.15)                    | 161.5 (6.36)                    | 150.0 (5.91)                    | 1٬759٫7 (69.28)                 |
| متوسط أيام هطول الأمطار (≥ 0.1 mm)                   | 9                               | 8                               | 7                               | 8                               | 7                               | 8                               | 8                               | 8                               | 9                               | 9                               | 9                               | 9                               | 98                              |
| متوسط الرطوبة النسبية (%)                            | 69                              | 74                              | 75                              | 77                              | 79                              | 78                              | 76                              | 74                              | 72                              | 70                              | 69                              | 67                              | 73                              |
| ساعات سطوع الشمس الشهرية                             | 254.2                           | 220.4                           | 220.1                           | 171.0                           | 179.8                           | 159.0                           | 189.1                           | 182.9                           | 153.0                           | 201.5                           | 252.0                           | 269.7                           | 2٬452٫7                         |
| ساعات سطوع الشمس اليومية                             | 8.2                             | 7.8                             | 7.1                             | 5.7                             | 5.8                             | 5.3                             | 6.1                             | 5.9                             | 5.1                             | 6.5                             | 8.4                             | 8.7                             | 6.7                             |
| المصدر #1: NOAA                                      |                                 |                                 |                                 |                                 |                                 |                                 |                                 |                                 |                                 |                                 |                                 |                                 |                                 |
| المصدر #2: الأرصاد الجوية الألمانية (sun, 1988–1996) |                                 |                                 |                                 |                                 |                                 |                                 |                                 |                                 |                                 |                                 |                                 |                                 |                                 |

## مدن توأم
المدن التوأم:
بوساداس، ميسيونيس

## أعلام
- نيلسون بريزويلا
- هيكتور أورتيز
- ألفريدو سترويسنر
- إديسون توريس
- توماس روميرو بيريرا